# Fronte meteorologico

Simboli di rappresentazione dei fronti meteorologici:
1. fronte freddo
2. fronte caldo
3. fronte stazionario
4. fronte occluso
5. superficie di attraversamento
6. linea di burrasca
7. linea di secco
8. onda tropicale
9. trowal

In meteorologia, il fronte meteorologico o atmosferico (comunemente detto perturbazione) è la superficie di contatto, e pertanto di discontinuità, tra due masse d'aria aventi caratteristiche di temperatura, pressione e umidità differenti, tipico della dinamica dei cicloni extratropicali.

## Descrizione

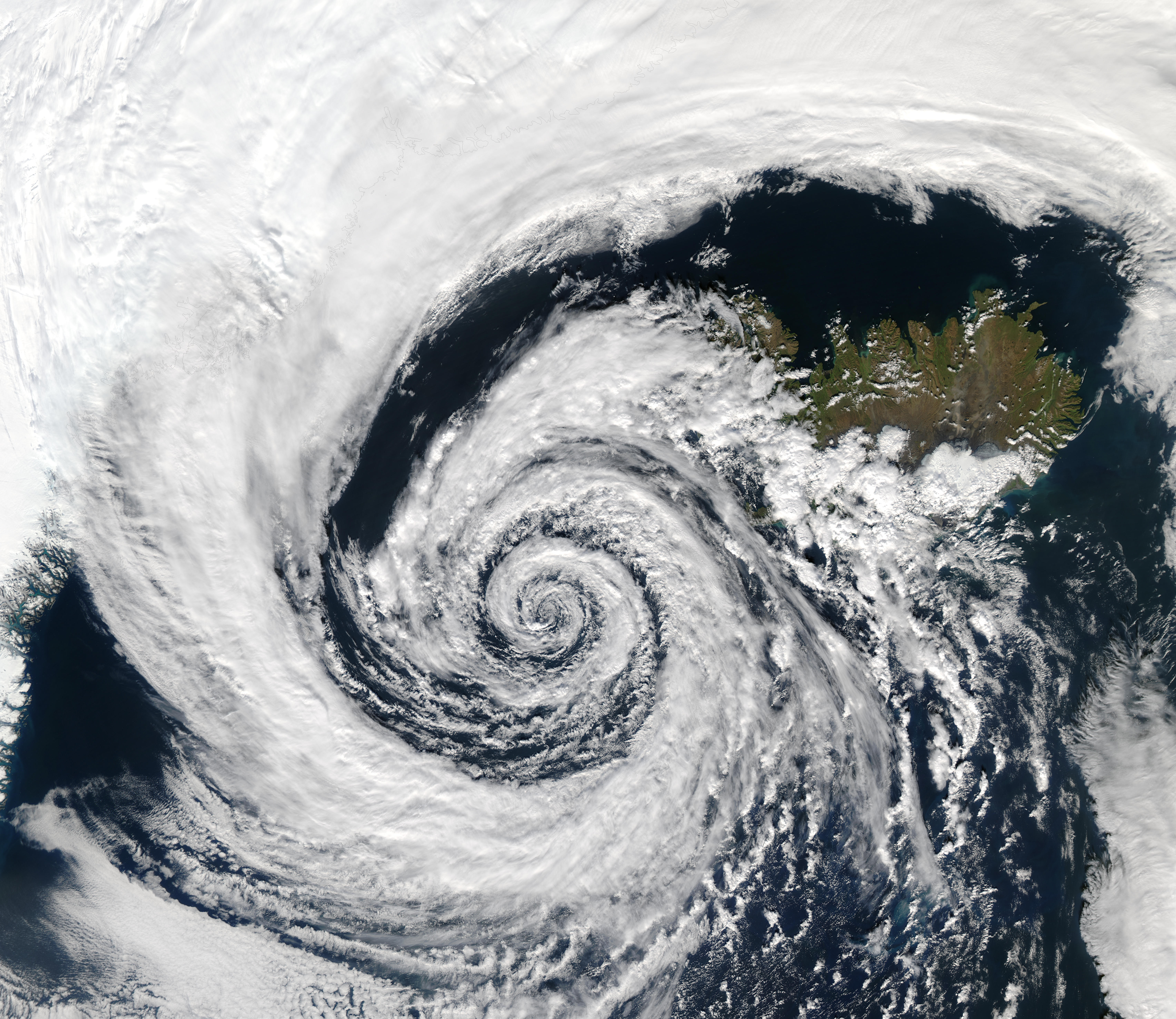
La Depressione d'Islanda con i suoi fronti meteorologici associati

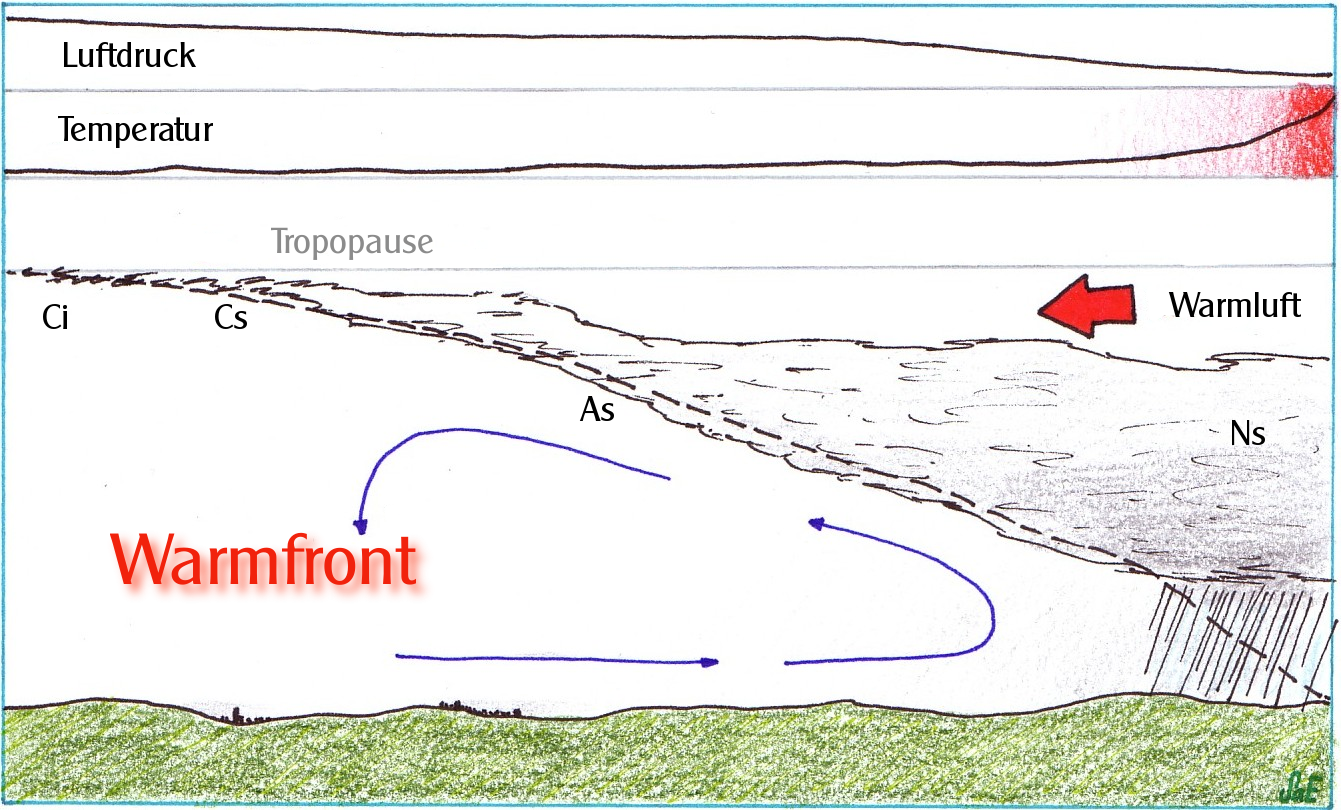
Fronte caldo

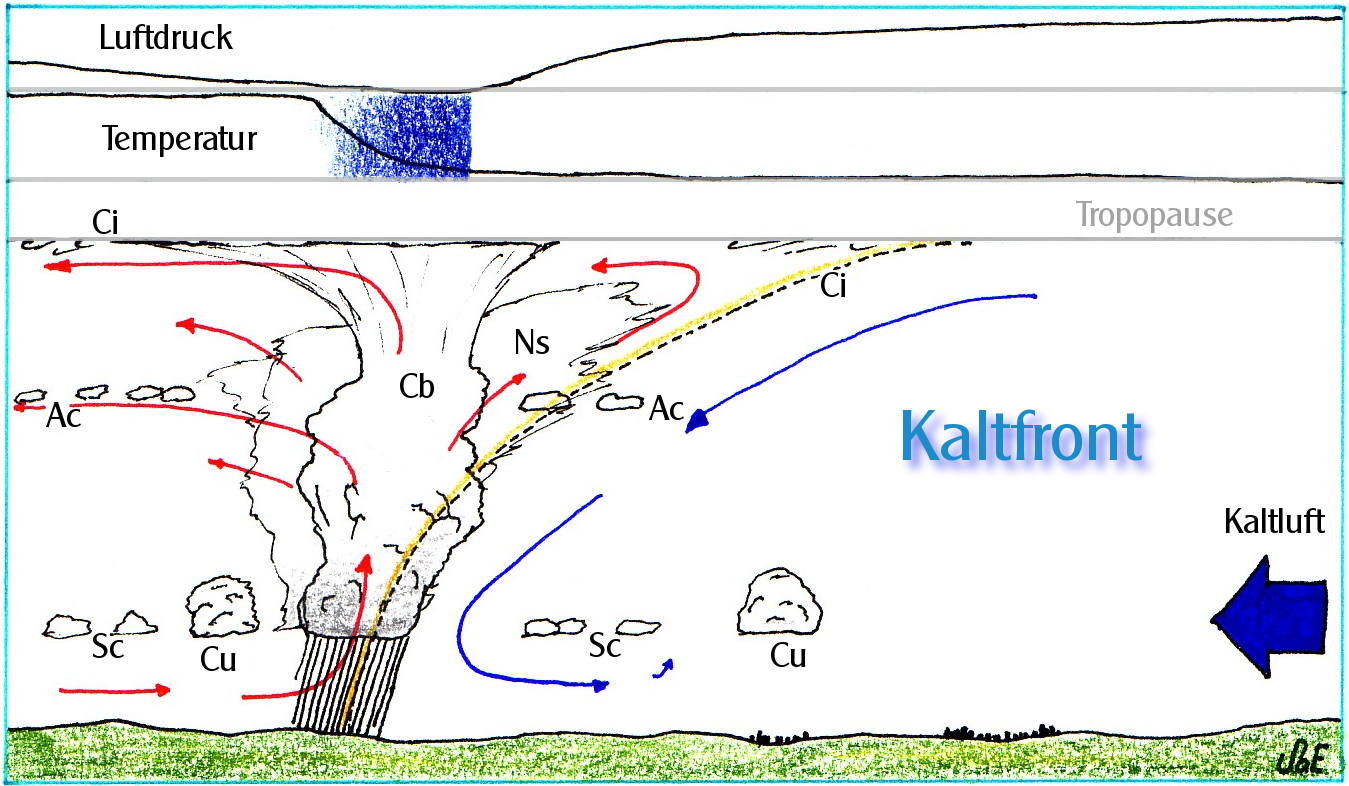
Fronte freddo

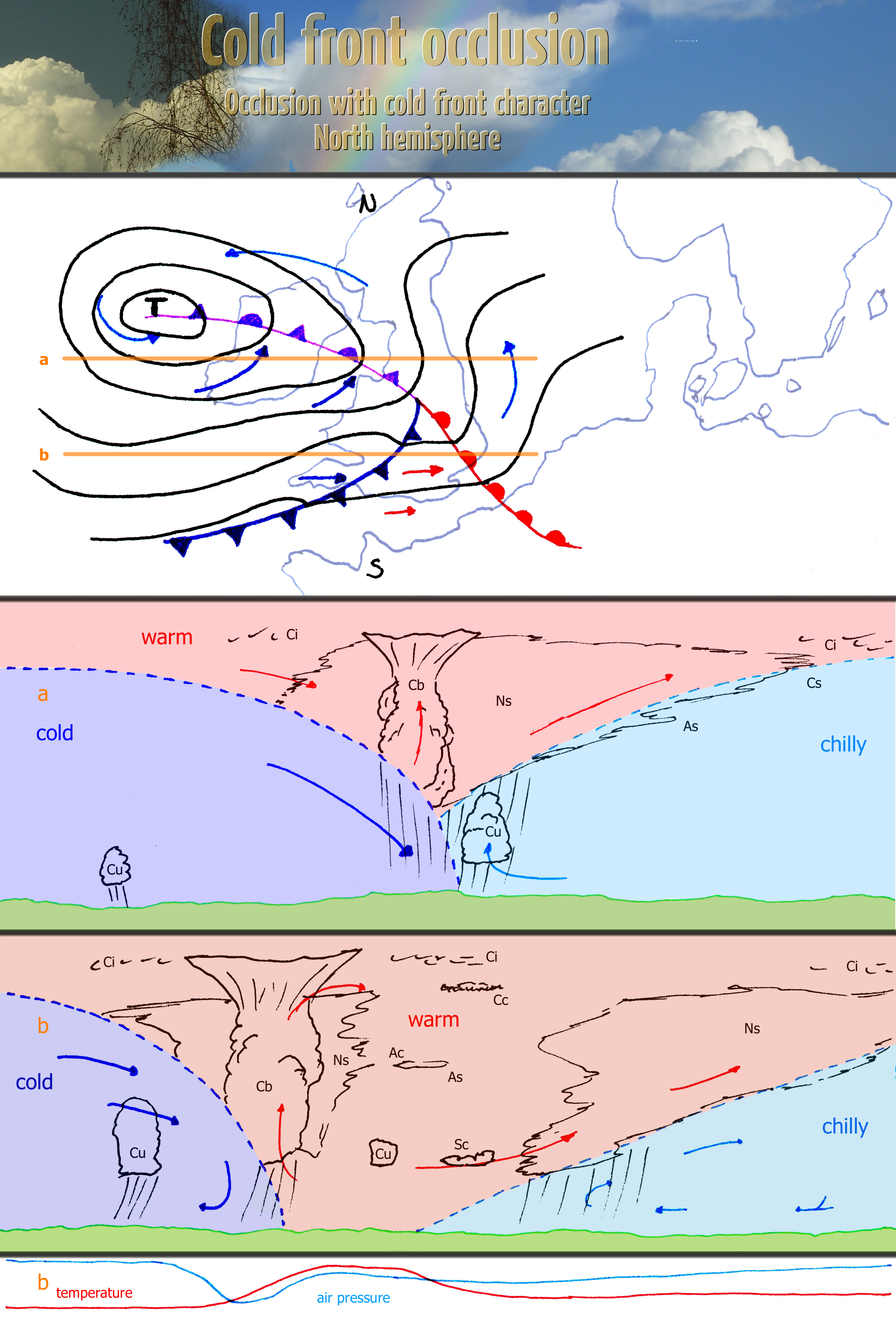
Fronte occluso

La classificazione dei fronti può essere effettuata in diversi modi: secondo il movimento, secondo la posizione geografica, secondo l'altitudine, ma anche in base ai processi termodinamici che li generano.
In particolare:
- sotto l'aspetto del movimento si distinguono in "stazionari" (polari, tropicali, equatoriali), e "mobili" i quali sono freddi, caldi e occlusi, gli ultimi possono essere a carattere freddo o caldo;
- i fronti geografici sono fronti stazionari perenni che si trovano ognuno nel proprio settore di competenza e si suddividono in "principali" (polari, tropicali e equatoriali) e "secondari";
- a seconda dell'altitudine esistono "fronti in quota" e "fronti di superficie";
- i fronti termodinamici possono essere "a scorrimento ascendente" o "discendente" ed entrambi possono essere "attivi" o "passivi".

La superficie di contatto tra le due masse d'aria è detta "superficie di discontinuità", e l'intersezione di questa sul terreno è detta "linea del fronte".
I tipi di fronti meteorologici principali e più comuni sono quattro, descritti nelle carte meteorologiche da linee con simboli diversi:
- fronte caldo;
- fronte freddo;
- fronte stazionario;
- fronte occluso.

### Fronte caldo

Sistema nuvoloso di un fronte caldo

Si ha un fronte caldo lungo la superficie che separa una massa d'aria più calda (e spesso anche più umida) da una più fredda (generalmente meno umida) sopra la quale scorre. Difatti l'aria calda è meno densa, e quindi sale sopra quella più fredda che incontra lungo la strada; in tal modo si raffredda e causa formazione di nuvole estese, generalmente di tipo stratificato. Ad esse possono essere associate piogge leggere o nevicate.
I fronti caldi hanno una pendenza solitamente molto bassa, e hanno un'estensione orizzontale che può raggiungere 1000 chilometri ed oltre. Le precipitazioni (pioggia, neve) associate si estendono per alcune centinaia di chilometri e sono a carattere continuo. Esistono rari casi in cui il fronte caldo è molto più ripido, ed associato a temporali molto violenti e persistenti, estesi in orizzontale per pochi chilometri. Ne sono un esempio ben chiaro due eventi recenti: l'alluvione dello Spezzino nel 2011 e l'alluvione della Maremma nel novembre 2012.
Il fronte caldo può, dal punto di vista termodinamico, essere a:
- "scorrimento ascendente attivo", dove la velocità della massa d'aria calda è superiore a quella fredda e in questo modo l'aria calda "scala" la superficie frontale giungendo alla saturazione e alla conseguente formazione di sistemi nuvolosi. In generale l'arrivo di questo fronte si preannuncia con la diminuzione della pressione e all'aumento di temperatura. Il passaggio di questo fronte determina una diminuzione della visibilità dapprima ottima, fino a peggiorare a causa delle precipitazioni che si svolgeranno e delle nebbie prefrontali.
- "scorrimento discendente passivo", dove l'aria calda ha velocità minore di quella fredda ed è sovrapposta a quest'ultima. In questo caso, l'aria calda cade passivamente nello spazio lasciato dall'aria fredda, aumentando la sua temperatura con diminuzione dell'umidità. In queste condizioni le nubi non si formeranno e quelle già esistenti si dissolveranno.

| Fenomeni atmosferici  | Prima del passaggio del fronte                                                                                    | Mentre sta passando il fronte     | Dopo il passaggio del fronte                                     |
| --------------------- | --- | --------------------------------- | ---------------------------------------------------------------- |
| Temperatura           | Freddo | Riscaldamento improvviso          | Più caldo, seguito da un livellamento                            |
| Pressione atmosferica | Decrescita regolare                                                                                               | Livellamento                      | Leggera risalita seguita da discesa                              |
| Vento                 | - Da sud a sud-est (emisfero nord) - Da nord a nord-est (emisfero sud)                                            | Variabile                         | - Da sud-sudest (emisfero nord) - Da nord-nordest (emisfero sud) |
| Precipitazioni        | Acquazzoni, neve, acquaneve, o pioggia fine e fitta                                                               | Leggera pioggia fine e fitta      | Generalmente nulla, qualche volta pioggia leggera e acquazzoni   |
| Nubi                  | Cirri, cirrostrati, altostrati, nembostrati, seguito da strati e foschia; occasionalmente, in estate, cumulonembi | Strati, qualche volta cumulonembi | Schiarite con strati sparsi, qualche volta cumulonembi sparsi    |
| Visibilità            | Scarsa | Scarsa, ma in miglioramento       | Abbastanza buona con foschia                                     |
| Umidità               | Aumenta regolarmente                                                                                              | Stazionaria                       | Aumenta, e quindi si stabilizza                                  |

### Fronte freddo

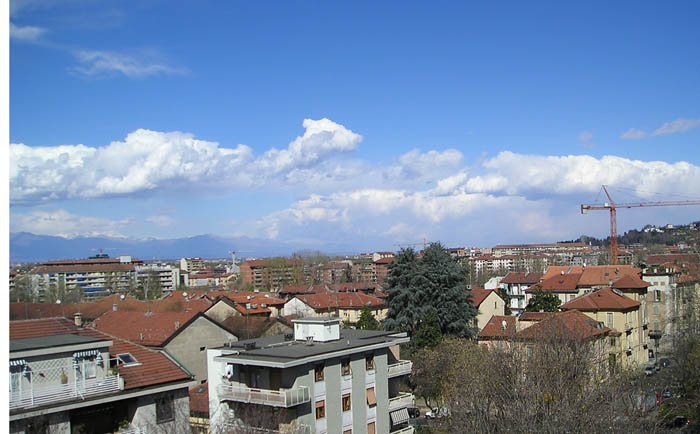
Fronte freddo in avvicinamento con cumuli

Si ha un fronte freddo quando una massa d'aria fredda (quindi meno umida ma più densa) si avvicina ad una massa più calda e più umida pertanto più leggera. In questo caso l'aria fredda si incunea sotto quella calda, facendola salire (instabilità atmosferica).
Lungo il fronte si possono generare fenomeni meteorologici anche violenti come rovesci, temporali (anche sotto forma di fronti o linee temporalesche o squall line), vento forte e turbolenza, tempeste e tormente (anche di neve), ma i fronti freddi passano velocemente, anche in poche ore, lasciando dopo il loro passaggio aria fredda e asciutta. Se l'aria però è sufficientemente secca non ci sono precipitazioni. Il fronte freddo può essere lento o veloce (ma sempre più veloce di quello caldo), ed ha una pendenza intorno al 5-10%.
Le nubi caratteristiche del fronte freddo sono a sviluppo verticale cumuli e cumulonembi.
Il fronte freddo può essere a:
- "scorrimento ascendente passivo", dove la velocità dell'aria fredda è superiore a quella calda, in questo caso la massa d'aria fredda s'incunea violentemente al di sotto dell'aria calda sollevandola e costringendola a salire la linea frontale. Questo causerà la formazione di sistemi nuvolosi a carattere di rovesci e temporali nella zona precedente e subito dopo la linea frontale.
- "scorrimento discendente attivo", dove il fronte si trova in quota in prossimità di correnti a getto, ne consegue che davanti al fronte è presente aria calda discendente, e quindi assenza di nubi. In questo caso l'aria calda verrà sollevata dalla massa fredda in arrivo formando nubi stratificate e moderate precipitazioni, se stabile, in caso contrario si formeranno sistemi a sviluppi verticale a carattere di forti rovesci con temporali e neve associata a grandine, ossia il cosiddetto cumulonembo.

L'arrivo di questo fronte si preannuncia con una diminuzione di temperatura, aumento del vento e migliore visibilità.
| Fenomeni atmosferici  | Prima del passaggio del fronte                                                     | Mentre sta passando il fronte                   | Dopo il passaggio del fronte                                                                                         |
| --------------------- | ---------------------------------------------------------------------------------- | ----------------------------------------------- | --- |
| Temperatura           | Caldo                                                                              | Raffreddamento rapido                           | Stabilmente freddo                                                                                                   |
| Pressione atmosferica | Decresce costantemente                                                             | Raggiunge il minimo, quindi aumenta rapidamente | Aumenta costantemente                                                                                                |
| Vento                 | - Da sud-ovest a sud-est (emisfero nord) - Da nord-ovest a nord-est (emisfero sud) | A raffiche, direzione variabile                 | - Da nord a ovest (generalmente nord-ovest) (emisfero nord) - Da sud a ovest (generalmente sud-ovest) (emisfero sud) |
| Precipitazioni        | Brevi acquazzoni                                                                   | Temporali, qualche volta anche violenti         | Acquazzoni, seguiti da schiarite                                                                                     |
| Nubi                  | In aumento: Cirri, cirrostrati e cumulonembi                                       | Cumulonembi                                     | Cumuli |
| Visibilità            | Abbastanza scarsa con foschia                                                      | Scarsa, ma in miglioramento                     | Buona, eccetto durante gli acquazzoni                                                                                |
| Umidità               | Alta; stazionaria                                                                  | Rapido salto                                    | In caduta |

### Fronte occluso

Esempio di evento ciclonico, con intersezione di un fronte caldo, uno freddo ed uno occluso.

Si ha un fronte occluso quando un fronte freddo (quindi più veloce) raggiunge un fronte caldo e si sovrappone
Il fronte occluso può essere "a carattere caldo" o "a carattere freddo", a seconda delle temperature. Il fronte occluso a carattere caldo è più frequente.
- Se un fronte freddo a 5 °C raggiunge un fronte caldo a 7 °C che sovrasta una massa d'aria a 3 °C, entrambi salgono sopra quest'ultima, generando una situazione simile al fronte caldo.
- Se invece il fronte freddo ha l'aria più fredda di tutte si incunea sotto tutte e due le masse d'aria generando una situazione simile al fronte freddo. I fenomeni del fronte occluso sono però più violenti (spesso genera temporali) e persistenti.

Sulle carte meteorologiche difficilmente si fa la distinzione fra i due tipi di fronti occlusi: se c'è un fronte occluso a carattere caldo i semicerchi sono pieni e i triangoli vuoti, in quello a carattere freddo i triangoli pieni e i semicerchi vuoti.
A questo particolare tipo di fronte viene spesso associata la "teoria frontale dei cicloni", la quale spiega attraverso l'occlusione la formazione del ciclone extratropicale che si crea a volte a latitudini vicine ai poli.